# Galeazzo von Thun und Hohenstein
Galeazzo von Thun und Hohenstein (Trento, 24 de setembre de 1850 – Roma, 26 de març de 1931) fou el 75è Gran Mestre de l'Orde de Sant Joan de Jerusalem entre 1905 i 1931.
Va néixer a Trento, quan aquesta ciutat encara formava part de l'Imperi Austrohongarès, era el fill petit del comte Guidobald Maria Thun und Hohenstein i de Teresa Guidi dei Marchesi di Bagno.
Durant la I Guerra Mundial va orientar l'Orde a l'ajuda als bàndols contendents, alhora també va invertir molts fons de l'Orde en bons de guerra austríacs, que un cop acabada, no van tenir cap valor. El 1925 va rebre l'Orde del Toisó d'Or de mans d'Alfons XIII.
Els darrers dos anys de la seva vida fou incapacitat a causa d'una malaltia física, va mantenir el càrrec de Gran Mestre, però era un lloctinent, Pio Franchi de'Cavalieri, qui s'encarregava del funcionament executiu de l'Orde.